# Foligno Calcio 2009-2010
Questa pagina raccoglie le informazioni riguardanti il Foligno Calcio nelle competizioni ufficiali della stagione 2009-2010.

## Rosa
| N. |                      | Ruolo | Calciatore         |
| -- | -------------------- | ----- | ------------------ |
|    | Italia (bandiera)    | D     | Marco Ambrogioni   |
|    | Italia (bandiera)    | C     | Alessandro Borgese |
|    | Italia (bandiera)    | D     | Fabio Buscaroli    |
|    | Italia (bandiera)    | A     | Elio Calderini     |
|    | Italia (bandiera)    | C     | Paolo Castellazzi  |
|    | Italia (bandiera)    | C     | Matteo Cavagna     |
|    | Italia (bandiera)    | C     | Mattia Cavitolo    |
|    | Argentina (bandiera) | C     | Franco De Dalt     |
|    | Italia (bandiera)    | A     | Marco De Angelis   |
|    | Italia (bandiera)    | D     | Carmelo Di Paola   |
|    | Italia (bandiera)    | C     | Simone Fedeli      |
|    | Italia (bandiera)    | C     | Filippo Fondi      |
|    | Italia (bandiera)    | C     | Filippo Furiani    |
|    | Italia (bandiera)    | C     | Marco Gallozzi     |

| N. |                      | Ruolo | Calciatore         |
| -- | -------------------- | ----- | ------------------ |
|    | Italia (bandiera)    | A     | Stefano Giacomelli |
|    | Italia (bandiera)    | D     | Daniele Gregori    |
|    | Italia (bandiera)    | D     | Paolo Guastalvino  |
|    | Italia (bandiera)    | D     | Rinaldo Lispi      |
|    | Italia (bandiera)    | C     | Jacopo Micanti     |
|    | Italia (bandiera)    | D     | Damiano Nori       |
|    | Italia (bandiera)    | D     | Giacomo Pencelli   |
|    | Italia (bandiera)    | D     | Giovanni Rossi     |
|    | Italia (bandiera)    | P     | Andrea Rossini     |
|    | Italia (bandiera)    | C     | Daniele Sciaudone  |
|    | Italia (bandiera)    | P     | Luca Tommassini    |
|    | Argentina (bandiera) | A     | Juan Turchi        |
|    | Italia (bandiera)    | A     | Francesco Virdis   |